# Pfaffenhofen (Roth)
Pfaffenhofen ([p͡fafn̩ˈhoːfn̩] ⓘ, fränkisch Bfafahufm)  ist ein Gemeindeteil der Kreisstadt Roth im Landkreis Roth (Mittelfranken, Bayern). Die Gemarkung Pfaffenhofen hat eine Fläche von 14,225 km². Sie ist in 2172 Flurstücke aufgeteilt, die eine durchschnittliche Fläche von 6549,07 m² haben. In ihr liegen neben dem namensgebenden Ort die Gemeindeteile Meckenlohe, Pruppach und Untere Glasschleife.

## Geografie
Durch das Pfarrdorf fließt der Brunnbach (auch Mühlbach genannt), ein rechter Zufluss der Rednitz. Im Osten grenzt das Waldgebiet Pfaffenholz an. Die Staatsstraße 2409 führt nach Roth bzw. nach Rednitzhembach. Die Kreisstraße RH 3 führt nach Büchenbach (0,8 km westlich). Eine Gemeindeverbindungsstraße führt zur Oberen Glasschleife (1,8 km südöstlich). Es gibt eine Haltestelle der S 2 (Roth – Nürnberg Hbf – Altdorf).

## Geschichte
1162 wurde der Ort als „Phaphenhoven“ erstmals urkundlich erwähnt. 1185 weihte Bischof Otto von Eichstätt die Kirche St. Ottilia (Pfaffenhofen), die ursprünglich die Mutterkirche von Roth und Abenberg war. Mit der Fertigstellung der Kirche Unserer Lieben Frau in Roth im Jahr 1510, galt Roth als Mutterkirche. Der Ortsname bedeutet Zu den Höfen des Pfaffen.
Im Urbar für das burggräfliche Amt Roth, das ca. 1360 aufgestellt wurde, wurden für „Pfaffenhouen“ 3 Reutäcker verzeichnet. Im Urbar des nunmehr markgräflichen Amtes Roth von 1434 wurden 1 Mühle und 1 Reutwiese aufgeführt.
Im Krieg zwischen Albrecht Achilles, dem Markgrafen von Ansbach, und Herzog Ludwig IX., dem Herzog von Bayern-Landshut, ging Pfaffenhofen am 3. Juni 1460 in Flammen auf. 1486 waren die Grundherren von Pfaffenhofen in der Mehrheit nürnbergisch. Nur drei Anwesen hatten andere Grundherren. 1555 gab es nur noch einen Hof, der nicht nürnbergisch war. Im 16-Punkte-Bericht von 1608 wurden für Pfaffenhofen 17 Anwesen verzeichnet, wovon 1 Mühle, 1 Schmiede und 1 Gut dem Kastenamt Roth unterstanden, die übrigen 9 Höfe und 4 Güter hatten andere Grundherren (Gotteshaus Pfaffenhofen, Neues Spital Nürnberg, Landesalmosenamt, Klarenamt, Nürnberger Stadtrichter).
Während des Dreißigjährigen Krieges zerstörten kaiserliche Truppen Pfaffenhofen am 9. November 1631 fast vollständig. Erst 1653 wurden die Güter wieder errichtet und die Felder bebaut. Die Kirche blieb 100 Jahre eine Ruine. Erst 1734 wurde eine neue Kirche im sogenannten Markgrafenstil errichtet. 1697 gab es 16 Anwesen: 10 Anwesen unterstanden der Reichsstadt Nürnberg, 3 dem Fürstentum Ansbach, 2 der Kirche in Pfaffenhofen und 1 dem Klosteramt Seligenporten. Laut den Vetter’schen Oberamtsbeschreibungen von 1732 gab es in Pfaffenhofen 19 Anwesen, wovon 8 markgräfische und 11 Nürnberger Grundherren hatten.
Gegen Ende des 18. Jahrhunderts gab es in Pfaffenhofen 24 Anwesen. Das Hochgericht übte das brandenburg-ansbachische Oberamt Roth aus. Die Dorf- und Gemeindeherrschaft hatte das brandenburg-ansbachische Kastenamt Roth. Grundherren waren das Kastenamt Roth (1 Halbhof, 1 Köblergut, 1 Gütlein, 7 Leerhäuser), das pfalz-bayerische Klosteramt Seligenporten (1 Ganzhof), die Reichsstadt Nürnberg (St. Klara-Klosteramt: 1 Ganzhof, 1 Köblergut; Landesalmosenamt: 3 Ganzhöfe, 2 Halbhöfe, 1 Gütlein; Siechkobelstiftung St. Johannis: 1 Dreiviertelhof, 1 Gütlein; Spitalamt Heilig Geist: 1 Ganzhof). Neben den Anwesen gab es noch die Filialkirche St. Ottilia und kommunale Gebäude (Hirtenhaus, Schule). 1802 gab es im Ort 26 Anwesen, wovon 14 dem Oberamt Roth untertan waren.
Von 1797 bis 1808 unterstand der Ort dem Justiz- und Kammeramt Roth. 1806 kam der Ort an das Königreich Bayern. Im Rahmen des Gemeindeedikts wurde 1808 der Steuerdistrikt Pfaffenhofen gebildet, zu dem Meckenlohe, Pruppach und Untere Glasschleife gehörten. 1811 entstand die Ruralgemeinde Pfaffenhofen, die deckungsgleich mit dem Steuerdistrikt war. Sie war in Verwaltung und Gerichtsbarkeit dem Landgericht Pleinfeld (1858 in Landgericht Roth umbenannt) zugeordnet und in der Finanzverwaltung dem Rentamt Spalt (1919 in Finanzamt Spalt umbenannt). Ab 1862 gehörte Pfaffenhofen zum Bezirksamt Schwabach (1939 in Landkreis Schwabach umbenannt). Die Gerichtsbarkeit blieb beim Landgericht Roth (1879 in Amtsgericht Roth umbenannt), seit 1970 ist das Amtsgericht Schwabach zuständig. 1932 wurde das Finanzamt Spalt aufgelöst. Seitdem gehörte Pfaffenhofen zum Sprengel des Finanzamtes Schwabach. Die Gemeinde hatte 1964  eine Gebietsfläche von 14,232 km². Im Zuge der Gebietsreform in Bayern wurde die Gemeinde Pfaffenhofen am 1. Juli 1971 nach Roth eingegliedert.

### Baudenkmäler
In Pfaffenhofen gibt es sieben Baudenkmäler:
- Äußere Nürnberger Str. 9: Ehemaliges Bauernhaus
- Brunnbachstr. 6: Ehemalige Schmiede
- Heidenbergstr. 4: Erdgeschossiges Bauernhaus
- Heidenbergstr. 8: Erdgeschossiges Bauernhaus
- Heidenbergstr. 10: Ehemaliges Schulhaus
- Heidenbergstr. 13: evang.-luth. Pfarrkirche St. Ottilia
- 2 Steinkreuze

### Bodendenkmäler
In der Gemarkung Pfaffenhofen gibt es neun Bodendenkmäler.

### Einwohnerentwicklung
Gemeinde Pfaffenhofen
| Jahr      | 1818   | 1840   | 1852   | 1855   | 1861   | 1867   | 1871   | 1875   | 1880   | 1885   | 1890   | 1895   | 1900   | 1905   | 1910   | 1919   | 1925   | 1933   | 1939   | 1946   | 1950   | 1952   | 1961   | 1970   |
| Einwohner | 325    | 336    | 403    | 415    | 390    | 357    | 353    | 345    | 371    | 380    | 410    | 446    | 415    | 442    | 431    | 385    | 448    | 500    | 529    | 734    | 793    | 788    | 956    | 1019   |
| Häuser    | 69     | 63     |        |        |        |        | 69     |        |        | 72     | 75     |        | 76     |        |        |        | 81     |        |        |        | 116    |        | 179    |        |
| Quelle    | [ 23 ] | [ 24 ] | [ 25 ] | [ 25 ] | [ 26 ] | [ 27 ] | [ 28 ] | [ 29 ] | [ 30 ] | [ 31 ] | [ 32 ] | [ 25 ] | [ 33 ] | [ 25 ] | [ 34 ] | [ 25 ] | [ 35 ] | [ 25 ] | [ 25 ] | [ 25 ] | [ 36 ] | [ 25 ] | [ 18 ] | [ 37 ] |

Ort Pfaffenhofen
| Jahr      | 001818 | 001840 | 001861 | 001871 | 001885 | 001900 | 001925 | 001950 | 001961 | 001970 | 001987 | 002013 | 002018 |
| Einwohner | 157    | 181    | *191   | 178    | 188    | 253    | 268    | 545    | 680    | 699    | *1039  | *1215  | *1312  |
| Häuser    | 33     | 33     |        |        | 35     | 42     | 45     | 74     | 113    |        | *258   |        |        |
| Quelle    | [ 23 ] | [ 24 ] | [ 26 ] | [ 28 ] | [ 31 ] | [ 33 ] | [ 35 ] | [ 36 ] | [ 18 ] | [ 37 ] | [ 38 ] |        | [ 39 ] |

## Religion
Pfaffenhofen ist seit der Reformation evangelisch-lutherisch geprägt und bis heute nach Zu unserer lieben Frau (Roth) gepfarrt. Die Katholiken sind nach Herz Jesu (Büchenbach) gepfarrt.

## Bildung
- Kindergarten Pfaffenhofen
- Grundschule Pfaffenhofen